# Chordeiles nacunda
Chordeiles nacunda — ночная птица из семейства настоящих козодоев. Обитает в Аргентине, Боливии, Бразилии, Венесуэле, Гайане, Колумбии, Парагвае, Перу, Суринаме, Тринидаде и Тобаго, Уругвае, Французской Гвиане, Чили и Эквадоре. Его естественная среда обитания — сухая саванна, субтропические или тропические сезонно влажные или затопляемые низинные луга и деградировавшие леса.

## Таксономия
Ранее вид был отнесён к монотипическому роду Podager, но в 2011 году был переклассифицирован в род Chordeiles. Прежнее родовое название podager происходит от латинского, означающего «страдающий подагрой», и отражает неловкую манеру ходьбы этого вида. Видовое название nacunda означает «большой рот» на языке гуарани.

## Описание
Chordeiles nacunda — не только самый крупный вид обитающий в Неотропиках, но и один из самых крупных видов в семействе. Длина тела, составляющая 27,5-32 см, несколько меньше, чем у большого ушастого козодоя, который обычно считается самым крупным видом в семействе, но на самом деле Chordeiles nacunda может весить в среднем немного больше. Шесть экземпляров Chordeiles nacunda были найдены со средней массой тела 159 г, с диапазоном от 130 до 188 г. Очень крупные размеры, большая голова и бледное тело с сильно контрастирующими чёрными перьями делают ястреба-ночницу легко идентифицируемой.
Вид примечателен тем, что ведёт частично дневной образ жизни. Хотя ястреб-сорокопут способен добывать пищу в воздухе, он проводит значительное количество времени на земле; у него очень длинные для ночного соловья предплюсны, и его чаще, чем другие виды, можно увидеть стоящим на земле, а не отдыхающим на поверхности.